# عتمة (بعدان)

تعديل مصدري - تعديل

عتمة محلة تابعة لقرية الجوبلي، التابعة لعزلة المشكي بمديرية بعدان إحدى مديريات محافظة إب في الجمهورية اليمنية، بلغ تعداد سكانها 91 حسب تعداد اليمن لعام 2004.